# Markascherita
La markascherita és un mineral de la classe dels sulfats. Rep el nom de Mark Goldberg Ascher, un col·leccionista de minerals i enginyer de Tucson, Arizona, qui va descobrir-la.

## Característiques
La markascherita és un molibdat de fórmula química Cu₃(MoO₄)(OH)₄. Va ser aprovada com a espècie vàlida per l'Associació Mineralògica Internacional l'any 2010. Cristal·litza en el sistema monoclínic. La seva duresa a l'escala de Mohs es troba entre 3,5 i 4.
Segons la classificació de Nickel-Strunz, la markascherita hauria de pertànyer a "07.GB - Molibdats, wolframats i niobats, amb anions addicionals i/o H₂O» juntament amb els següents minerals: lindgrenita, szenicsita, cuprotungstita, fil·lotungstita, rankachita, ferrimolibdita, anthoinita, mpororoïta, obradovicita-KCu, mendozavilita-NaFe, paramendozavilita i tancaïta-(Ce).
Les mostres que van servir per a determinar l'espècie, el que es coneix com a material tipus, es troben conservades al Museu Mineral de la Universitat d'Arizona, a Tucson (Arizona), amb el número de catàleg: 19291, i al projecte RRUFF, amb el número d'espècimen: r100030.

## Formació i jaciments
Va ser descoberta a la mina Childs-Adwinkle, situada a Copper Creek, dins el districte de Bunker Hill del comtat de Pinal (Arizona, Estats Units), on es troba en forma de cristalls laminats, allargats al llarg de l'eix b, de fins a 0,50 x 0,10 x 0,05 mm. Aquesta mina és l'únic indret de tot el planeta on ha estat descrita aquesta espècie mineral.